# Sindo
 Sindou là một tổng của tỉnh Kénédougou ở tây nam Burkina Faso. Thủ phủ của tổng này là thị xã Sindou. Dân số năm 2006 là 17.073 người.

## Các thị xã và các làng
Bleni, Din, Doh Diassa, Fama, Fanfiela, Fignana, Gordaga, Lerasso, Niamana, N’gorlani và Senasso.